# Kypjaczka
Kypjaczka (ukr. Кип'ячка, hist. Mikołajówka) – wieś na Ukrainie, w obwodzie kijowskim, w rejonie obuchowskim.

## Historia
Wieś powstała w końcach XVIII wieku i pierwotnie nosiła nazwę Dracze. Nazwę Mikołajówka otrzymała na cześć Mikołaja Potockiego, starosty kaniowskiego. Miejscowość dzieliła się na trzy części: Dracze, Kipiaczkę i Worobiówkę.
We wsi dom mieszkalny opisany w dziele Dzieje rezydencji na dawnych kresach Rzeczypospolitej.
Do roku 1880 należała do gminy pijowskiej a potem do makiedońskiej (potapieckiej) w powiecie kaniowskim guberni kijowskiej.